# Der Rattenfänger von Hameln
Der Rattenfänger von Hameln è un film muto del 1918 scritto, diretto e interpretato da Paul Wegener che ripropone una delle numerose trasposizioni della fiaba del pifferaio di Hamelin.

## Trama
La cittadina di Hameln è devastata da un'invasione di ratti. Così, quando un musicista girovago giunge in città e si offre di liberarla dai roditori, il borgomastro e i cittadini accettano la sua proposta e si impegnano a ripagarlo con una grossa somma di denaro. Ursula, la figlia del borgomastro, chiede all'uomo di suonare per lei ma la musica che esce dal flauto induce la ragazza a danzare come stregata da quel suono.
In una notte di luna piena, il pifferaio si aggira per le strade: suonando il flauto, attira a sé i topi che lo seguono a migliaia, andando poi ad annegare tutti nel fiume. Quando però l'uomo va a riscuotere il pagamento dei suoi servigi, i cittadini lo accusano di essere uno stregone e lo vogliono condannare a morte. Il pifferaio lascia la città. Ma il suono del suo flauto fa uscire dalle case tutti i bambini che si mettono a seguire il magico musicista per poi scomparire nel nulla insieme a lui.

## Produzione
Il film fu prodotto dalla Projektions-AG Union (PAGU). Venne girato in Sassonia, a Bautzen, e in Bassa Sassonia, a Hildesheim.
Nel cast tecnico, appare il nome di Lotte Reiniger come assistente all'animazione.

## Distribuzione
Distribuito dall'Universum Film (UFA), uscì in prima a Berlino al U.T. Nollendorfplatz nel novembre del 1918. In Francia, il titolo venne tradotto in Le Joueur de flûte de Hamelin e negli Stati Uniti in The Pied Piper of Hamelin.